# Chrysoserica auricoma
Chrysoserica auricoma är en skalbaggsart som beskrevs av Brenske 1896. Chrysoserica auricoma ingår i släktet Chrysoserica och familjen Melolonthidae. Inga underarter finns listade i Catalogue of Life.